# Christine von Diez
Christine von Diez (* 22. August 1571 in Siegen; † 1637 in Benfeld) war die jüngste Tochter der Anna von Sachsen (1544–1577). Als ihr Vater gilt der flämische Rechtsgelehrte Jan Rubens. Somit ist Christine von Diez die Halbschwester des berühmten Malers Peter Paul Rubens.
Die Frage der Vaterschaft wurde in zwei Veröffentlichungen der deutsch-australischen Autorin Maike Vogt-Lüerssen und des sächsischen Heimatforschers Hans-Joachim Böttcher kritisch hinterfragt. Unter Historikern und Archivaren ist es jedoch unstrittig, dass Jan Rubens, der zur Zeit der Empfängnis eine Affäre mit Anna von Sachsen hatte, als Vater angesehen werden muss und nicht Annas damaliger Mann Wilhelm von Oranien. Zuletzt wurde dies in der umfangreichen Biographie Anna of Saxony. The Scarlet Lady of Orange, die die US-Historikerin Ingrun Mann 2016 vorlegte, bestätigt.

## Leben

### Kindheit

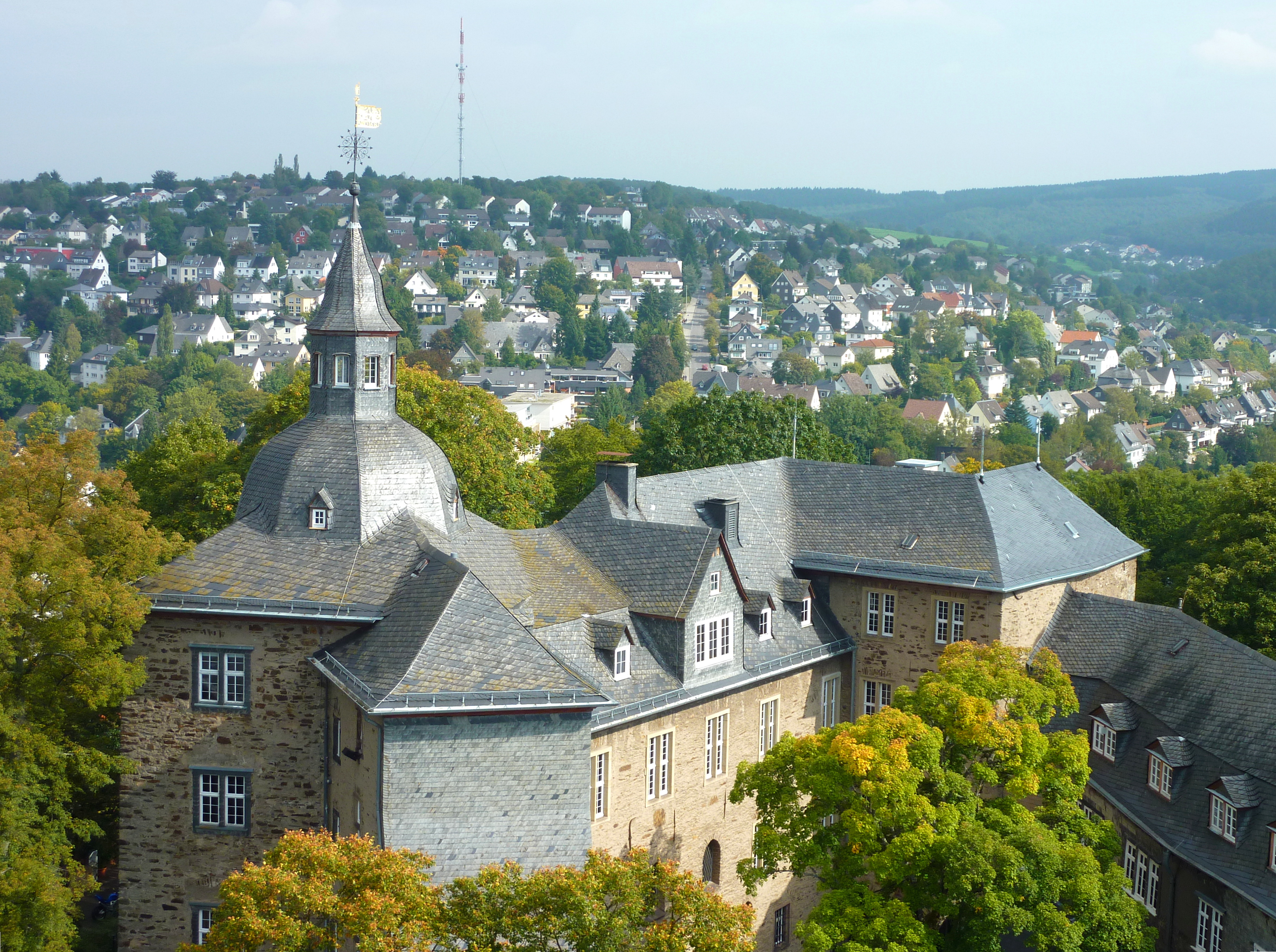
Die nassauische Residenz Schloss Siegen, später Oberes Schloss genannt

Christine kam am 22. August 1571 auf Schloss Siegen zur Welt. Zu diesem Zeitpunkt war ihre Mutter bereits des Ehebruchs mit ihrem engen Berater und Freund Jan Rubens angeklagt und unter Hausarrest gestellt worden.

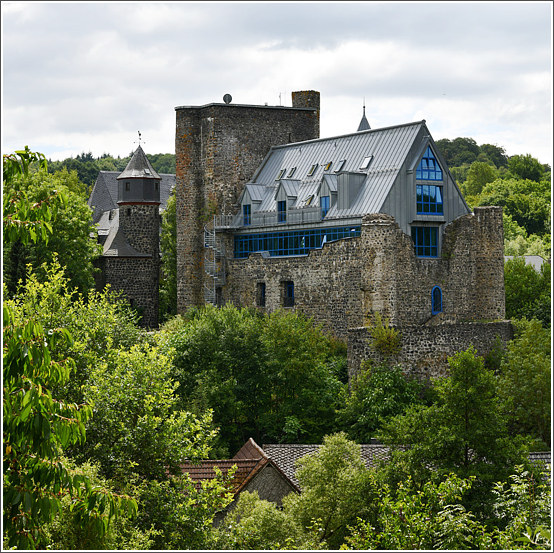
Schloss Beilstein im Westerwald

Aufgrund eines sich rapide verschlechternden sozialen Klimas auf dem Schloss, wo Anna unter anderem durch heftiges Fluchen gegen die Familie ihres Mannes Wilhelm von Oranien, übermäßiges Trinken und Gewalttätigkeiten gegen ihr Personal auffiel, wurde sie am 1. Oktober 1572 durch eine gemeinsame Entscheidung von Sachsen, Hessen und Nassau auf Schloss Beilstein, eine nassauische Nebenresidenz, gebracht, wo ihr Hausarrest fortdauerte. Christine lebte dort mit ihrer Mutter, bis sie vier Jahre alt war. Für das Mädchen war hier eine eigene Magd zuständig.
Anna von Sachsen erwähnte in ihren vielen Briefen, die sie von Siegen und Beilstein aus schrieb, ihre Tochter Christine nur ein einziges Mal. Auch ihre anderen Kinder, die sie nicht mehr bei sich hatte, kamen in ihrem lebenslang geführten Schriftverkehr nur sehr selten vor. Anna machte in Beilstein immer mehr den Eindruck eines körperlich und psychisch schwer kranken Menschen.
Als Wilhelm von Oranien sich 1575 von Anna wegen ihres Ehebruchs scheiden ließ, wurde diese auf Anordnung ihres Onkels, Kurfürst August von Sachsen, in ihre Heimat zurückgeholt, wo sie 1577 unter jämmerlichen Umständen, quasi lebendig eingemauert, starb. Angebote ihres Schwagers, des Grafen Johann VI. von Nassau-Dillenburg, wieder zu ihm in seine Residenz zu kommen, hatte sie wiederholt abgelehnt.

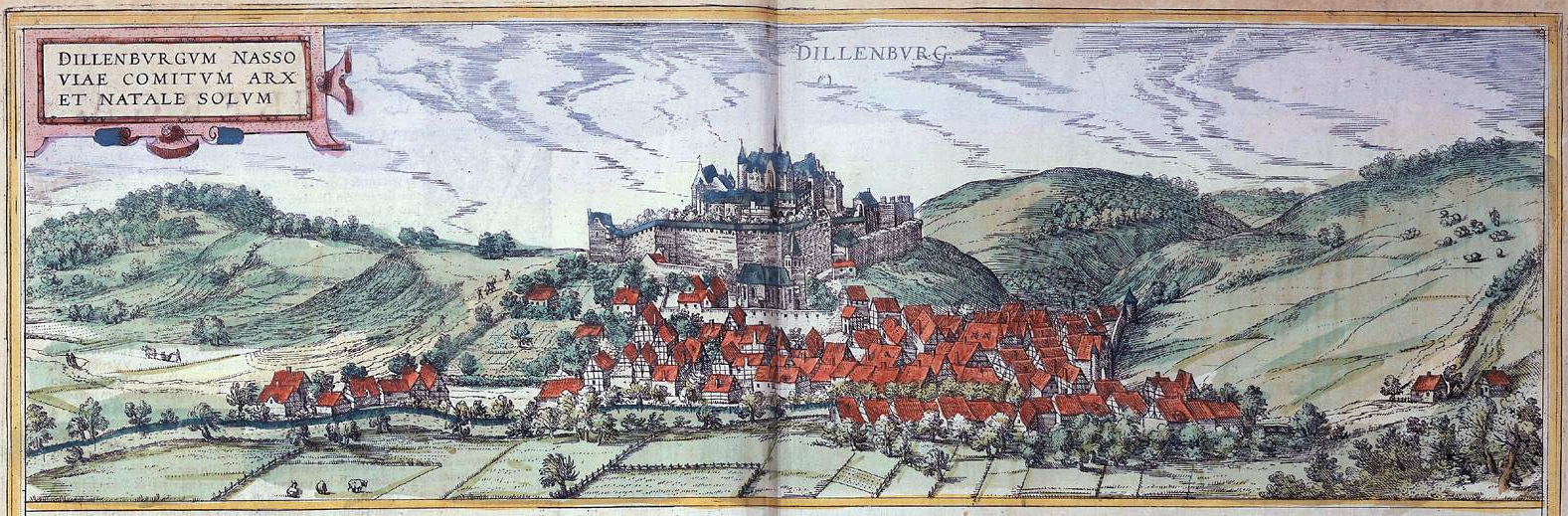
Dillenburg um 1575

Während ihre Mutter nach Dresden gebracht wurde, kam Christine 1575 nach Dillenburg. Dort erhielt sie den Beinamen „von Diez“, denn die Grafschaft Nassau-Diez war ursprünglich als Bestandteil der Witwenversorgung ihrer Mutter vorgesehen. Auf Schloss Dillenburg wuchs sie unter der Obhut der Hofdame Magdalena Kreutzer (der „alten Kreutzin“) heran, gemeinsam mit den jüngeren Kindern von Graf Johann VI. (dem Bruder Wilhelms von Oranien) und seiner Frau Elisabeth von Leuchtenberg, Juliane, Maria, Anna Sibylla, und „war besonders befreundet mit Philipp“. Die Erziehung von Kindern bei verwandten Familien wurde in jener Zeit vom Haus Nassau und den mit ihm in engeren Beziehungen stehenden Dynastien häufig praktiziert, teils umständebedingt, teils auch um strategische Verbindungen zu stärken. In diese Praktik wurden auch illegitime Nachfahren einbezogen. Christine wurde von Johann VI. und seiner Frau mit Unterstützung der Großmutter Juliane von Stolberg „um Christi Barmherzigkeit willen“ wie ein eigenes Kind behandelt – nicht gerade selbstverständlich für einen Bastard.
Die glücklichen Kindheitsjahre waren vorbei, als Christine 10 Jahre alt war. 1579 starb Elisabeth von Leuchtenberg, kurz darauf die Kreutzerin und 1580 die betagte Juliane von Stolberg. Daraufhin ließ Johann das „Frauenzimmer“ im Schloss auflösen. Die anderen Kinder wurden an befreundeten Grafenhöfen untergebracht, für Christine kam jedoch nur das Stift Keppel in Frage.

### Keppel

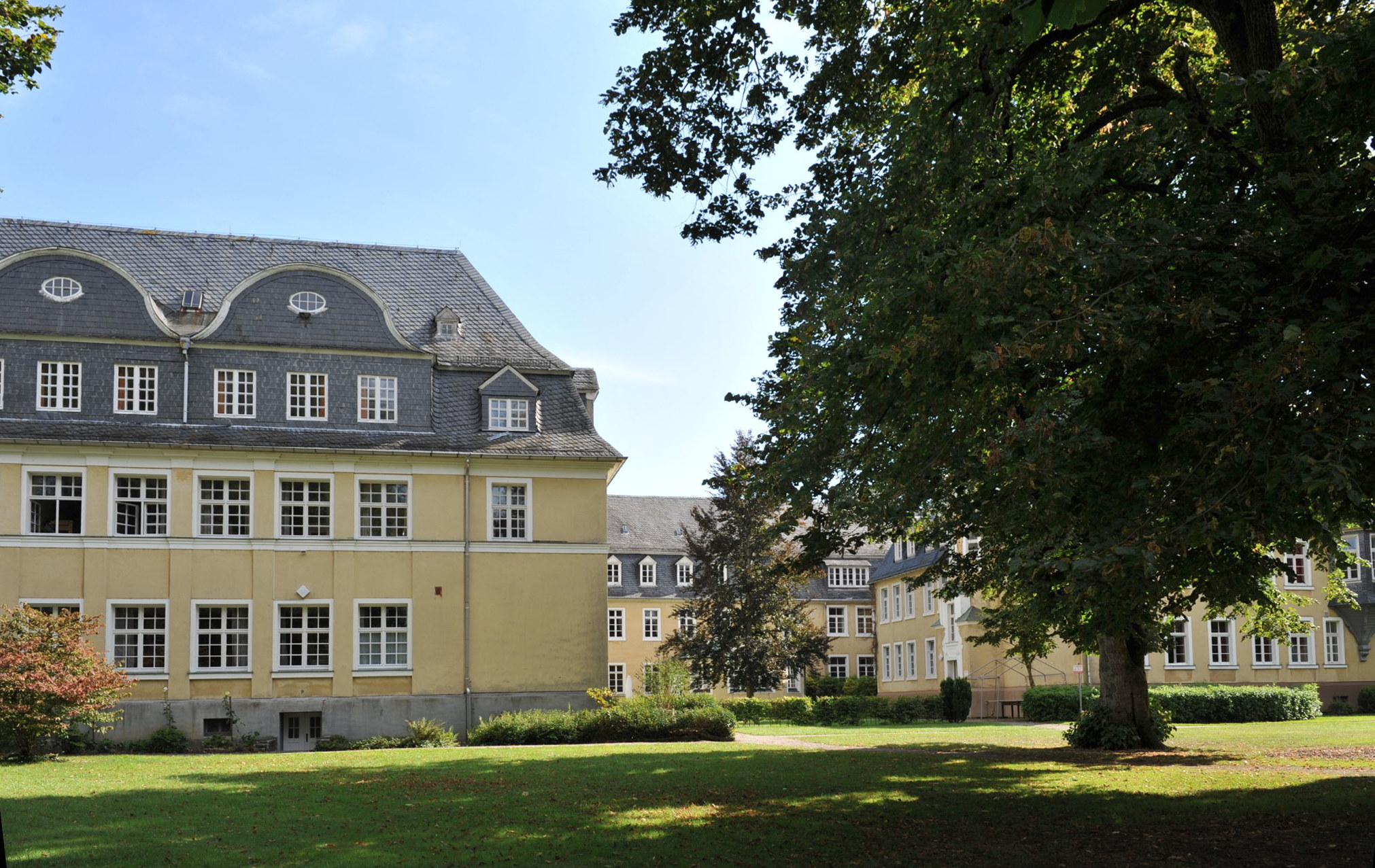
Stift Keppel

Stift Keppel bei Hilchenbach, etwa 20 km nördlich von Siegen, war ursprünglich ein Kloster der Prämonstratenser gewesen, welches Wilhelm der Reiche während der Reformation aufgelöst und in ein evangelisches Stift umgewandelt hatte. Neben „20 aufzunehmenden Jungfrauen“, die sich ganz für ein religiöses Leben entschieden hatten, wurde eine Schule für minderjährige Mädchen eingerichtet. Hier sollten sie entsprechend der protestantischen Arbeitsethik auf ein tatkräftiges, bürgerliches Leben vorbereitet werden,

„damit sie hernach, desto eher und besser, zu guten Heiraten, diensamen und anderen Gelegenheiten kommen, sich mit Gott und Ehren ernähren und also ihnen selbsten, der ihrigen und anderen die ganze Zeit ihres Lebens nützlich und befürderlich sein mögen.“

Es kann keine Rede davon sein, Christine sei nach Keppel abgeschoben worden. Die Nassauer Grafen Wilhelm der Reiche und Johann VI. sowie etwa die Grafen von Sayn-Wittgenstein, Solms und Wied vertrauten Töchter dem Stift an, das als „erste Adresse“ zur Aufnahme von „Edelfräulein“ galt. Auf dem Unterrichtsplan standen dementsprechend neben der religiösen Erziehung sowie Lesen, Schreiben und Rechnen alle handwerklichen Fähigkeiten, einen Haushalt zu führen, angefangen bei Spinnen, Nähen und Stricken über Destillieren und Kochen bis hin zu Gartenarbeit und Versorgung des Viehs. Diese Fertigkeiten, die ihrer Mutter Anna so verpönt gewesen waren, sollten Christine in ihrem späteren Leben noch enorm zugutekommen.
Der Aufenthalt in Keppel dauerte aber viel länger als zunächst geplant und schon in den Jahren 1586/87 mahnte die Vorsteherin erstmals, ihr Zögling aus Dillenburg habe bald das Ende seiner Studien erreicht. Beschrieben wird die junge Frau als „feine Person“ mit „Gottesfurcht, Wohlverhalten, sonderbar gutem Verstand und Unschuld“.

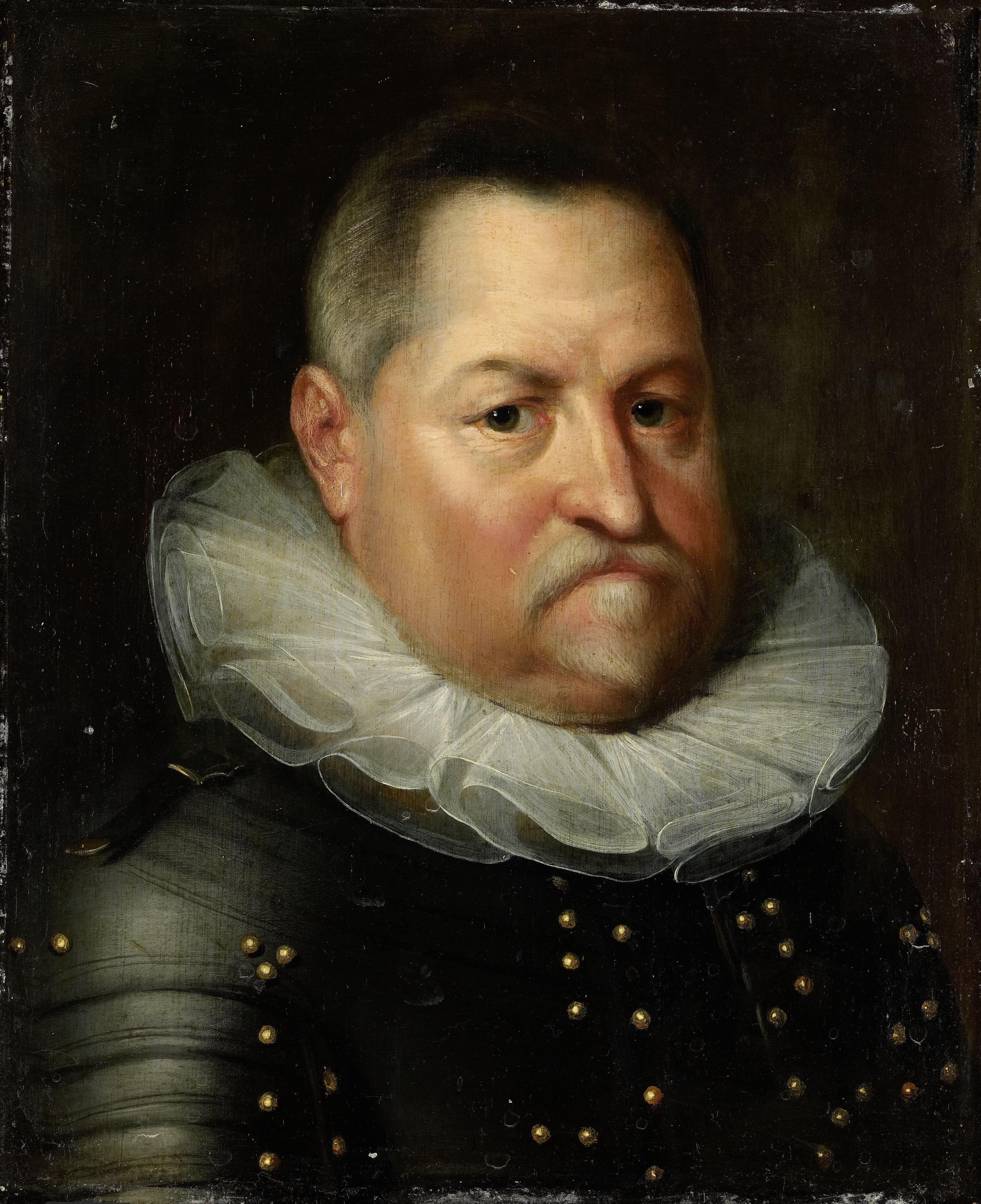
Graf Johann VI. von Nassau-Dillenburg

Während Christine in Keppel verblieb, entfachte Johann VI., der sich nach wie vor für sie verantwortlich fühlte, eine nie nachlassende Betriebsamkeit, um die anderen betroffenen Parteien, nämlich Hessen, Sachsen und die Oranier in den Niederlanden, dazu zu bewegen, für den Unterhalt des Kindes etwas beizutragen und auch für eine stattliche Aussteuer zu sorgen, so dass eine Heirat in den Adel möglich wurde. Er verwies darauf, dass „dies arm unschuldig weißlin von jedermann allerdings verlassen ist“. Er selbst war aufgrund des Freiheitskrieges der Niederlande gegen Spanien, den er bis zum Rande des Staatsbankrotts unterstützte, mit seinen finanziellen Möglichkeiten am Ende. In der Korrespondenz wurde die Angelegenheit nach wie vor als so delikat empfunden, dass Christines Name chiffriert wurde. Meist war die Rede von „dem Kind“ oder „Christinus“.
Auch Christine selbst schrieb unentwegt Briefe an ihre Verwandten, fand jedoch ebenso wenig Resonanz. Hessen und Sachsen fühlten sich nicht zuständig und den Prinzen von Oranien, der gerade um sein Leben und die Existenz der Niederlande kämpfte, wagte niemand auf das uneheliche Kind seiner zweiten Frau anzusprechen.
Mehrere Heiratspläne, die man von der Dillenburger Residenz aus lancierte, versandeten aus den unterschiedlichsten Gründen wieder, obwohl man vom zukünftigen Ehemann keinen großen Besitz erwartete. Aber ein „feiner, frommer, junger Geselle“ sollte es schon sein.
Ähnlich wie ihrer Mutter Anna von Sachsen wurde Christine in dieser Phase klar, dass Johann VI., regierender Graf von Nassau-Dillenburg und einziger noch lebender Bruder von Wilhelm von Oranien, der einzige war, auf den sie bauen konnte. Umso mehr hatte sie Angst, dass sie völlig alleine wäre, wenn Johann sterben würde. An Wilhelm von Oranien konnte sie nicht mehr appellieren, denn dieser war 1584 ermordet worden. Je älter Christine wurde, desto kritischer empfand sie ihre Lage. Sie selbst wusste seit dem Jahre 1590 über ihre wahren Eltern Bescheid, „worauf sie sich zum höchsten bekümmert und beklagt“ habe. Mehr noch, auch im Stift drang ihre Herkunft durch, woraufhin sie sich beobachtet und geschnitten fühlte.
Im Jahre 1595, als sie 24 Jahre alt, der schulischen Ausbildung längst entwachsen war und insofern auch wegen ihrer äußeren Erscheinung sofort auffiel, berichtete Johann über sie:

„Sie empfinde es schmerzlich, daß sie ihr ganzes Leben wie eine Gefangene wäre eingeschlossen und nicht wie ihre Gesellinnen Freunde hätte, die sie ansprächen und besuchten. Sie selbst könne nirgendwo hingehen, oder jemanden ansprechen, ohne daß sie sich wegen ihres Herkommens und betrüblichen Zustandes willen einen großen Verweis zuziehe. Ihre Schande würde je länger je mehr ruchbar gemacht und weiter ausgebreitet.“

Hinzu kamen materielle Nöte. Einmal schrieb Christine an den Grafen, sie habe nicht mal mehr Geld für einen neuen Unterrock. Der alte sei nach zwei Jahren ständigen Flickens nicht mehr zu gebrauchen.

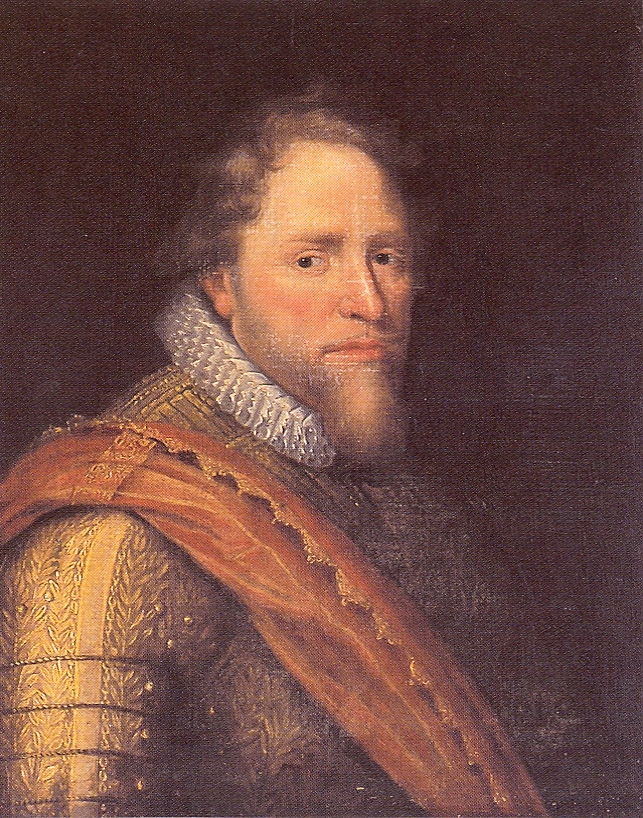
Prinz Moritz von Oranien

Die Dinge änderten sich, als Christine das tat, was sie eigentlich nicht sollte: sie schrieb im Mai 1595 direkt an Moritz von Oranien. Moritz war der erstgeborene Sohn von Christines Mutter Anna und Wilhelm von Oranien. Er hatte die Rolle seines Vaters im Unabhängigkeitskampf gegen Spanien eingenommen und sollte sich im Gegensatz zu diesem auch als bedeutender und erfolgreicher militärischer Führer erweisen.
Moritz entschied, Christine eine jährliche Rente von 594 Gulden auszuzahlen sowie im Falle ihrer Heirat eine Aussteuer von 16.000 Gulden zu zahlen. Als Garantie dafür verpfändete er die Einnahmen einer kleinen Herrschaft bei Den Haag. Als Gegenleistung musste Christine auf alle weiteren Ansprüche verzichten und sich bereit erklären, nicht mehr mit weiteren Eingaben an das Haus Oranien-Nassau heranzutreten. 16.000 Gulden waren eine durchaus beachtliche Summe. Der Historiker Hellmuth Gensicke bezeichnete sie als „recht reiche Abfindung“, die Christine eine Eheschließung erlaubte.

### Ehemann Johann Wilhelm von Welschenengsten genannt Bernkott
Christine heiratete am 3. Dezember 1597 Johann Wilhelm von Welschenengsten genannt Bernkott (* um 1570; † 1636), der einer im Grenzgebiet zwischen Wildenburg, Nassau und Sayn lebenden Familie entstammte. Die Hochzeit fand auf Schloss Dillenburg statt, wo das Ehepaar zunächst auch lebte. Hier wurden wahrscheinlich auch ihre drei Kinder geboren.
Die als Junker dem niederen Adel angehörige Familie von Welschenengsten nannte sich nach ihrer ursprünglichen Herkunft aus dem Ort Welschen Ennest bei Olpe in Westfalen. Zunächst dienten sie den Wildenburger Grafen, hatten aber seit Mitte des 14. Jahrhunderts den Hauptwohnsitz nach Hachenburg in der Grafschaft Sayn verlegt. Der älteste Bruder Heinrich Balthasar, saynischer Hofrat, erbte den Großteil des Familienbesitzes bei Hachenburg, Johann Wilhelm das wertvolle „Haus Andernach“ am Rhein sowie einige Höfe in den Grafschaften Sayn und Wied. Der jüngste Bruder Hermann blieb ledig und lebte bis zu seinem frühen Tod im Haushalt von Johann Wilhelm.
Im Gegensatz zu seinem älteren Bruder schlug Johann Wilhelm (jetzt hier Bernkott genannt), eine militärische Laufbahn ein und begab sich in nassauische Dienste wie bereits sein Großonkel Konrad 1527 als Amtmann in Beilstein. Bernkott brachte es 1597 zum Burggrafen in Dillenburg, war also für das wichtige Amt der militärischen Organisation und Verteidigung des Schlosses zuständig. Darüber hinaus wurde Bernkott Kapitän des „Landrettungswerks“ für Nassau. Dieses von Graf Johann VI. 1584 ins Leben gerufene und von den anderen Mitgliedern des Wetterauer Grafenvereins übernommene Konzept sah die landesweite Aufstellung militärisch ausgebildeter Milizen vor, um für den befürchteten Angriff der Spanier gegen die Westerwälder Verwandten von Wilhelm von Oranien gerüstet zu sein. Es war ein bedeutender Schritt in der Entwicklung des modernen stehenden Heeres aus Wehrpflichtigen.  Ein Kapitän war der Befehlshaber der Wehrpflichtigen in einem bestimmten Bezirk. 1602 übertrug man Bernkott als „Obristleutnant“ die operative Leitung der militärischen Truppen des gesamten Wetterauer Grafenvereins, was für seine militärische Kompetenz spricht. Später diente er auch anderen Auftraggebern wie Jülich und Brandenburg.
Bernkott war vielseitig interessiert. Er versuchte sich auch als Unternehmer, erwarb ein Steinkohlebergwerk und ließ Gesteinsproben auf Gold und Silber untersuchen. Sein Biograph Josef Hörle beschreibt den „rauhen, angriffigen und streberischen Haudegen“ Bernkott als „einen Junker aus wenig bekanntem Geschlecht, der ehrgeizig und nicht heikel war und die reiche Mitgift zu seinem Aufstieg gut gebrauchen konnte“. Mehrmals wird in den Quellen jedoch auch hervorgehoben, wie Bernkott tatkräftig in Not geratenen Menschen half, etwa einer verarmten alten Frau, oder dass er 1612, als in Langendernbach Hungersnot herrschte, der Gemeinde das Geld für 40 Malter Korn (rund 3500 Kilo Roggen) vorschoss, um es an die Bedürftigen zu verteilen.
Jähzorn wechselte bei Bernkott mit freundlicher Geselligkeit. So drohte er dem widerspenstigen Verwalter eines kleinen Gutes bei Ellar, das er kaufen wollte, ihm „bald den Bart zu scheren“, und griff dabei an seinen Degen. Dann besann er sich jedoch eines Besseren und trank „zwei Maß Wein“ mit dem noch eben so bezeichneten „bösen Bauern“. Ausgleichend wirkten auf Bernkott zwei Personen seiner Umgebung ein: Zum einen war dies seine „nachsichtige und geduldige“ Ehefrau Christine, die von ihren Schwiegersöhnen als „fromme eheliche adelige Weibsperson“ beschrieben wurde. Zum anderen konnte er sich auf den Verwalter Theis Hörlen verlassen, „der das jähe Wesen seines Junkers und die Starrköpfigkeit der Bauern auf eine gedeihliche Mitte versöhnte“.

### Langendernbach

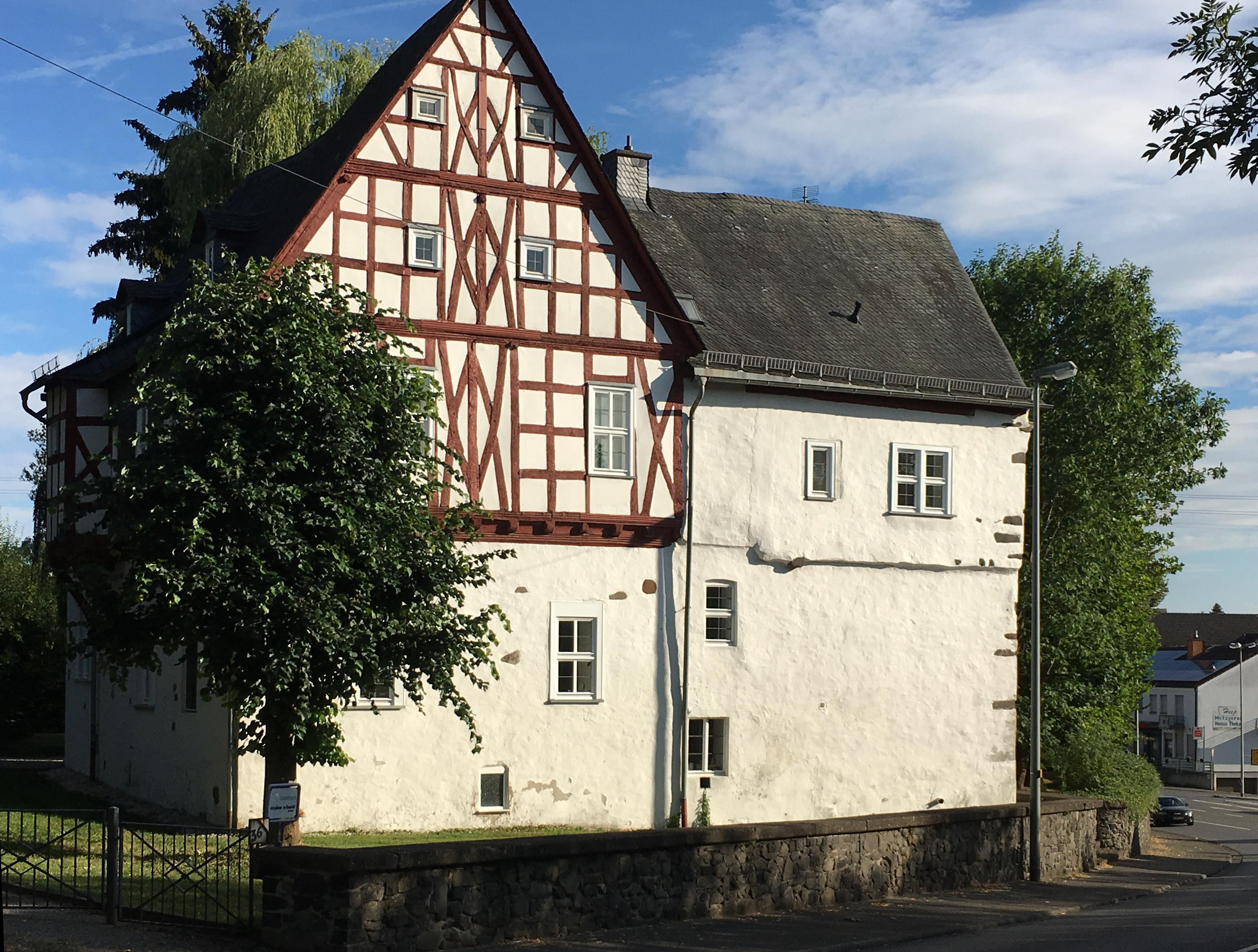
Langendernbach Hofhaus Nordseite

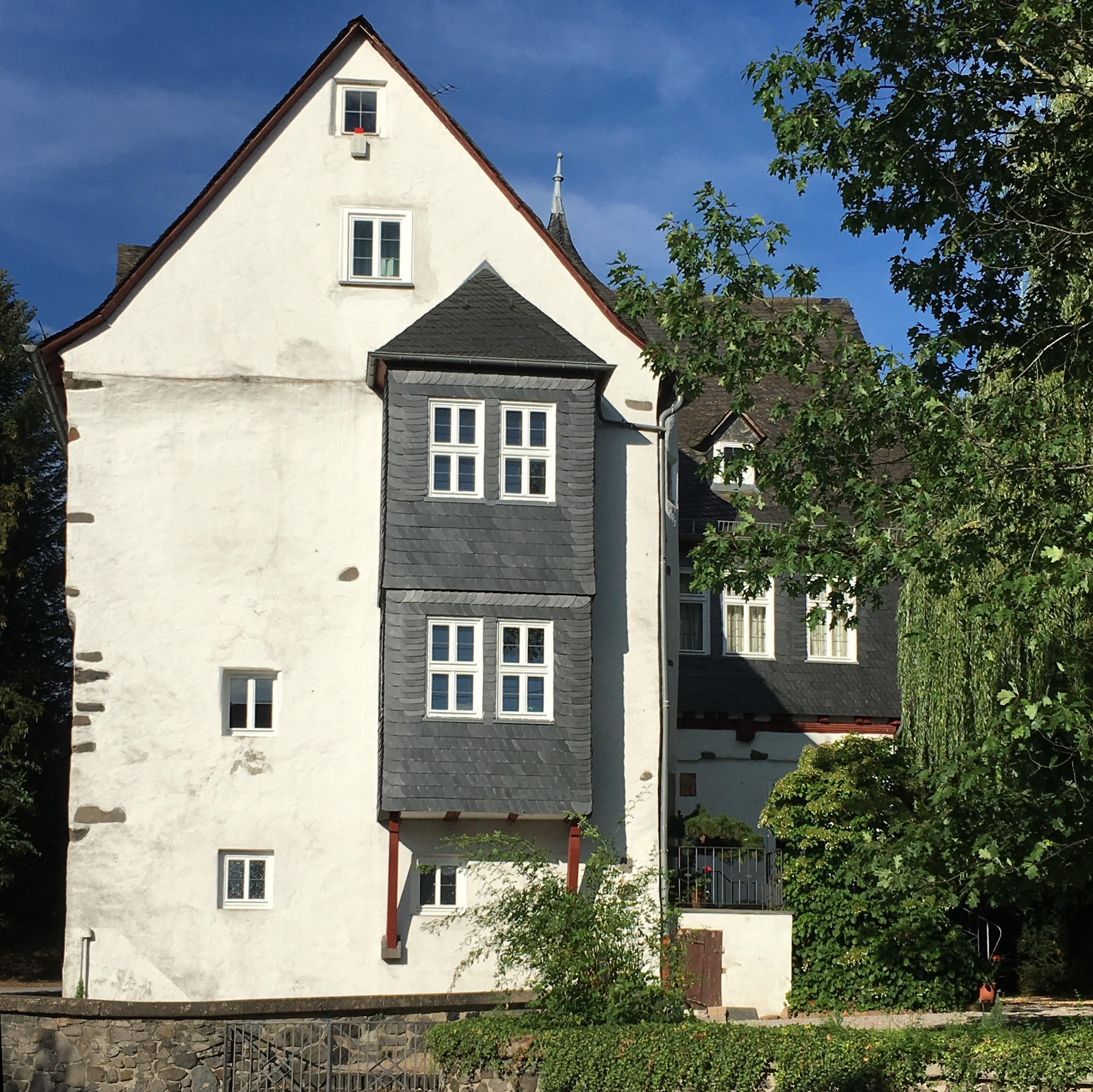
Langendernbach Hofhaus Südwestseite

1602 zog die Familie nach dem südlich von Westerburg gelegenen Ort Langendernbach, wo Bernkott einen Adelshof, das sogenannte Hofhaus, kaufte. Langendernbach lag 1602 noch mitten in der Grafschaft Nassau-Dillenburg. Aufgrund der nach dem Tod von Johann VI. 1606 vorgenommenen Erbteilung wurde das Dorf, das mehrere kleine Adelshöfe hatte und über ertragreiche Wiesen im Elbbachtal verfügte, der neu gebildeten Grafschaft Nassau-Hadamar zugeschlagen, die an Johanns jüngsten Sohn Johann Ludwig fiel.
Das 1556 von Oswald von Obentraut errichtete Hofhaus kaufte Bernkott 1602 vom letzten Mitglied dieser Familie für 9000 Gulden aus der Mitgift seiner Frau. Das Hofhaus hatte noch einige landwirtschaftliche Nebengebäude, Wohnungen für das Gesinde und eine Mühle. Auch das Grundstück war viel größer als heute und das Hauptgebäude war mit Graben und Zugbrücke gesichert. So stellte das Hofhaus durchaus einen ansehnlichen kleinen Adelssitz dar, hoch über dem alten Ortskern gelegen. Bernkott erweiterte bald das Wohnhaus durch den steinernen Querflügel und den Turm.
Zum Hofhaus gehörten zahlreiche abgabenpflichtige Liegenschaften, die über 13 Westerwalddörfer verstreut waren. Bernkott ging zügig daran, diesen Besitz zu vergrößern und kaufte weitere Anwesen dazu. In Langendernbach erwarb er von den zehn weiteren Höfen, die es im Ort gab, fünf zum Hofhaus dazu: den Klosterhof, den Brambachshof (auch „Volenhof“ genannt), den Rörichshof, den Emmerichshof und den Cuntzenhof. Dabei ging er nicht immer zimperlich vor, so dass sich einmal von Hadamar aus Graf Johann Ludwig einschalten musste. Junker Bernkott argumentierte, dass die Felder in Langendernbach extrem zerstückelt und in diesem Zustand schwer zu bewirtschaften seien. In einer Schrift vom 23. Juli 1626 stellte er auch detailliert dar, wie die Bauern versuchten, ihn bei der Erhebung des Zehnten mit allen möglichen Methoden auszutricksen.
Aus der Zeit zwischen dem Kauf des Hofhauses und dem Ausbruch des Dreißigjährigen Krieges 1618 sind viele Briefe von Töchtern Wilhelms von Oranien überliefert, aus denen hervorgeht, dass Christine regelmäßig und liebevoll mit diesen korrespondierte, so mit Emilia Antwerpiana und Charlotte Brabantina, beides Töchter von Wilhelm mit seiner dritten Frau Charlotte de Bourbon. Gelegentlich ließ Charlotte ihr auch Geschenke zukommen, was große Freude bereitete.
Emilia Antwerpiana richtete einmal Grüße von Christine an Charlotte Brabantina aus und bemerkte über Christine: 

„Keine Dienerin könnte ihre Herrin mehr lieben als sie Euch.“

Ein anderes Mal schrieb Emilia an Charlotte, dass Christine des Französischen nicht mächtig sei und es sehr bedauere, ihr deshalb nicht selbst schreiben zu können:

„Sie möchte so gerne davon Zeugnis ablegen, wie sehr sie es schätzt, dass Ihr Euch die Mühe gegeben habt, sie mit Eurer eigenen Hand des Fortdauerns Eurer lieben Erinnerung an sie zu versichern. Sie beteuert, dass sie diese Gunst nie vergessen wird. Sie hat mich gebeten, Euch noch vieles mehr zu versichern, aber... es würde sehr lange dauern, all das wiederzugeben. Kurzum, Eure Freundlichkeit hat ihr Herz ergriffen.“

Christine („Madame Crétiene“) wird im 2009 edierten 1. Band des Briefwechsel von Emilia Antwerpiana mit ihren Verwandten 21-mal erwähnt (mögliche andere Schreibweisen des Namens nicht mitgerechnet), so dass die Kontakte sehr intensiv gewesen sein müssen.
Bernkott war wegen seiner militärischen Verpflichtungen häufig außer Haus. In den zehn Jahren zwischen 1601 und 1611 soll er kaum einmal in Langendernbach gewesen sein. Er hatte jedoch in Theis (Matthias) Hörle einen tüchtigen und jederzeit zuverlässigen Verwalter, der zeichnete: „Madias Horlen bernekods Dinner zu lange Dermbach.“ Den brauchte man auch. Denn zum Beispiel bereitete 1611 und 1616 die Pest große Probleme. Ganze Ernten fielen aus. In Langendernbach wurden 9 von 44 Familien quasi ausgelöscht.

### Dreißigjähriger Krieg
Während des Dreißigjährigen Krieges waren Langendernbach und das Hofhaus wie der gesamte Westerwald von wechselnden Truppendurchzügen verschiedener Provenienz massiv betroffen. 1624 und 1626 kam es schon zu Übergriffen auf die Dorfbewohner. 1632 und 1633 waren es dann die Schweden, 1634 und 1635 die Truppen des Grafen Mansfeld, die durch die Dörfer zogen, Kontributionen forderten, beschlagnahmten, plünderten, brandschatzten und auch mordeten. Zudem waren zeitweise über die Hälfte der wehrfähigen Männer Langendernbachs zu den nassauischen Truppen eingezogen. Entsprechend sanken die Einnahmen des Hofhauses.
Hinzu kamen die Aktivitäten des eigenen Landesherren Johann Ludwig von Nassau-Hadamar, der mehrfach als Bauernleger bezeichnet wurde. Er kaufte systematisch Hofgüter zusammen, um großangelegte Viehzucht zu betreiben. So machte er aus dem Dorf Hölzenhausen nördlich von Westerburg einen Gutshof, nachdem die Bewohner ihre Häuser verlassen mussten, und gründete die Höfe Stöcken und Dapprich. Für letzteren kaufte er in den 1620er Jahren den Langendernbacher Bewohnern mehrere Wälder und Wiesen ab, was die Versorgung des Dorfes und des Hofhauses weiter schmälerte.
Bernkott und Christine hatten Möglichkeiten, sich mit den Kindern aus der Gegend zurückzuziehen. Zeitweilig, so im Herbst 1631, hielt man sich im Haus Andernach am Rhein auf, einem Wohnsitz aus dem Besitz der Bernkotts, einem großen Anwesen mit Ackerland, Gärten und einem Weinberg.
Ab 1624 verfügte Bernkott auch über ein Renaissanceschloss bei Bruch an der Wied, das Georg V. von Sayn-Wittgenstein an ihn für 1600 Goldgulden und 700 Reichsthaler in bar verpfändet hatte. Mit Gensicke ist davon auszugehen, dass die Familie zwischen 1624 und 1636 wohl die meiste Zeit im Schloss Bruch wohnte. Bernkott wird kaum die repräsentative Immobilie für viel Geld gepachtet haben und sie dann leer stehen lassen. Demgegenüber wirkte das Hofhaus geradezu bäuerlich und ärmlich. Hier konnte man auch nicht in ansprechender Weise die Adelsfamilien empfangen, mit denen man die Kinder vermählte. So heiratete 1630 hier die Tochter Catharina den einer westfälischen Adelsfamilie entstammenden Arndt von Quernheim.

### Verlust der Güter und Tod
Der Familie Bernkott wurde die von Johann Ludwig von Nassau-Hadamar und Ferdinand von Bayern, dem regierenden Kurfürsten von Köln behauptete Zusammenarbeit von Johann Wilhelm von Welschenengsten mit den Schweden zum Verhängnis, die sich seit 1631 unter Gustav Adolf auf einem schier unaufhaltbar scheinenden Siegeszug durch Deutschland befanden. Angeblich war Bernkott 1633 Obrist eines schwedischen Truppenverbandes gewesen und habe den Schweden gar bei der Eroberung von Andernach geholfen. Bis heute konnten die Vorwürfe aus den Quellen nicht eindeutig geklärt werden, wurden aber zum Anlass, den Bernkotts ihr Eigentum wegzunehmen. 1636 konfiszierte Kurfürst Ferdinand das Haus Andernach.
Johann Ludwig sammelte weitere Indizien gegen den „Verräter“ Bernkott und beschlagnahmte am 1. September 1637 mit kaiserlichem Patent den kompletten Besitz der Familie und führte die Höfe in Langendernbach fortan in Eigenregie weiter. Das verbliebene Personal wurde gleich mit übernommen. Das Wohnhaus wurde noch 1637 von Beauftragten des Hadamerer Grafen komplett ausgeräumt. Selbst eine Kiste mit persönlichen Habseligkeiten, die Christine noch nach Dillenburg hatte schaffen können, wurde dort im Juni 1638 aufgebrochen. Ähnlich fiel 1638 die gesamte lutherische Grafschaft Nassau-Idstein an Johann Ludwig, der sie nach eigenen Angaben aber nur erwarb, damit sie „nicht an Fremde“ fiel. Johann Ludwig brauchte dringend Geld. Nach seiner Konversion zum Katholizismus war er vom Kaiser Ferdinand II. zum Fürsten und zu seinem Chefdiplomaten ernannt worden. Das brachte Verpflichtungen mit sich wie zum Beispiel einen riesigen, an den Kaiser zu zahlenden Kredit von 160.000 Gulden. Der zur Repräsentation erforderliche Bau des Hadamarer Schlosses verschlang weitere hohe Summen, die von seinen nur rund 4000 Untertanen aufzubringen waren.

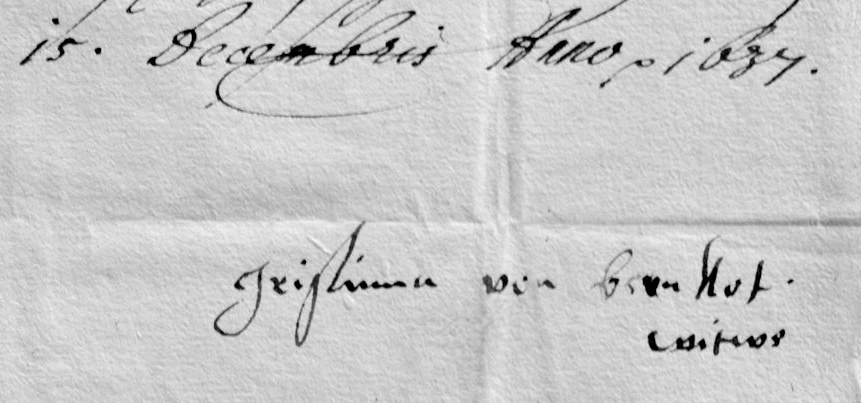
Unterschrift der Christine von Diez, 15. Dezember 1637. Transkription: „christinna von bernkot. witwe“

Bernkott selbst lebte da schon nicht mehr. Nach der Anklage und einer Vorladung nach Bonn durch den Kurfürsten, um ihm den Prozess zu machen, war er geflüchtet und über mehrere Zwischenstationen wieder in Langendernbach eingetroffen, wo er 1636 verstarb.
Daraufhin verkaufte Christine die Pferde und stellte den größten Teil des Gesindes frei. Noch 1636 reiste sie über Hadamar und Straßburg nach Benfeld im Elsass. Dort war ihr Sohn Hans Henrich Offizier bei schwedischen Truppen, die 1632 mit nassauischer Unterstützung die Festung Benfeld genommen hatten. Kommandant der Festung war nun ihr Schwiegersohn Arndt von Quernheim. Hans Henrich erkrankte aber noch 1637 schwer und starb. Noch im selben Jahr verstarb auch Christine, um Weihnachten 1637, im Alter von 67 Jahren.

### Theis Hörlen und der Kampf um die Güter
In Langendernbach blieb der Keller (Verwalter) Theis Hörlen, der nun mit einem einzigen Knecht und einem Ochsengespann die Felder pflügte. Theis, den Christine kurz vor ihrem Tod den „ehrenhaften und vornehmen Mattheis Hörlen, Keller zu langen Dernbach, ihren herzlieben Gevatter“ nannte und ihm einen Hof im Nachbarort Irmtraut vermacht hatte, war erneut derjenige, auf dem alle Hoffnungen ruhten. Denn die Hinterbliebenen unternahmen unentwegte Anstrengungen, ihre Güter von Johann Ludwig zurückzuerhalten. Das Hofgut sollte so lange in Betrieb gehalten werden.
Und Theis Hörlen war es auch, dem die Schreiben von Christines Töchtern und Schwiegertöchtern galten, wie Juliana am 28. Februar 1638. Juliana war die jung verwitwete Frau von Christines Sohn Hans Heinrich.

„Die Kron meines Hauptes ist abgefallen; mein Freud ist unter die Erde verscharren... Ach, lieber Gevatter, gedenkt doch wie ich wär, wenn ich meinen Schwager den Obersten nicht hätt und wär hier allein unter den Fremden!… Wie hat mich so herzlich hinunter verlanget zu Euch, und Gott gebe, daß es bald möge geschehen. Ach, mein lb. Gevatter, ich wollte Euch gern etwas schicken! So kann der Bot nichts mitnehmen – aber doch, damit Ihr seht, daß ich noch an Euch denke, so schicke ich Euerm Katharinchen hier eine Haarschnur, solche von meinetwegen zu tragen. Wenn wir einmal zusammenkommen, will ich mich recht gern an Euch, Euer Frau und Kinder halten, wie ich sie denn also freundlich grüße…“

Der Mann aus Weißenberg im Hohen Westerwald, dessen Vorfahren schon seit Generationen den Nassauer Grafen gedient hatten, musste eine schwierige Situation meistern, denn gleichzeitig forderte auch sein neuer Herr Johann Ludwig seine volle Loyalität. Ohne Hörlens betriebliche und auch rechtliche Kenntnisse der verworrenen Situation nach bereits 20 Jahren Krieg hätte niemand mehr das Hofgut zum Laufen gebracht.
Nachdem Arndt von Quernheim gestorben war, heiratete Christines Tochter Catarina 1641 in zweiter Ehe den elsässischen Freiherrn Hugo Weyrich von Berstett, der in kaiserlichen Diensten stand, womit man auch den Forderungen nach Rückgabe der Güter mehr Nachdruck verleihen konnte.
Der Westfälische Frieden von 1648 sah die Rückkehr zu den Besitzverhältnissen des Jahres 1628 vor. Und so gelangten auch die Nachfahren von Christine und Bernkott am 6. Februar 1649 wieder in den Besitz des Hofgutes. Theis Hörle trat wieder in ihre Dienste, zog sich aber nach ein paar Jahren auf seinen Irmtrauter Hof zurück, wo er 1656 starb.

## Die angeblichen Bildnisse der Christine von Diez

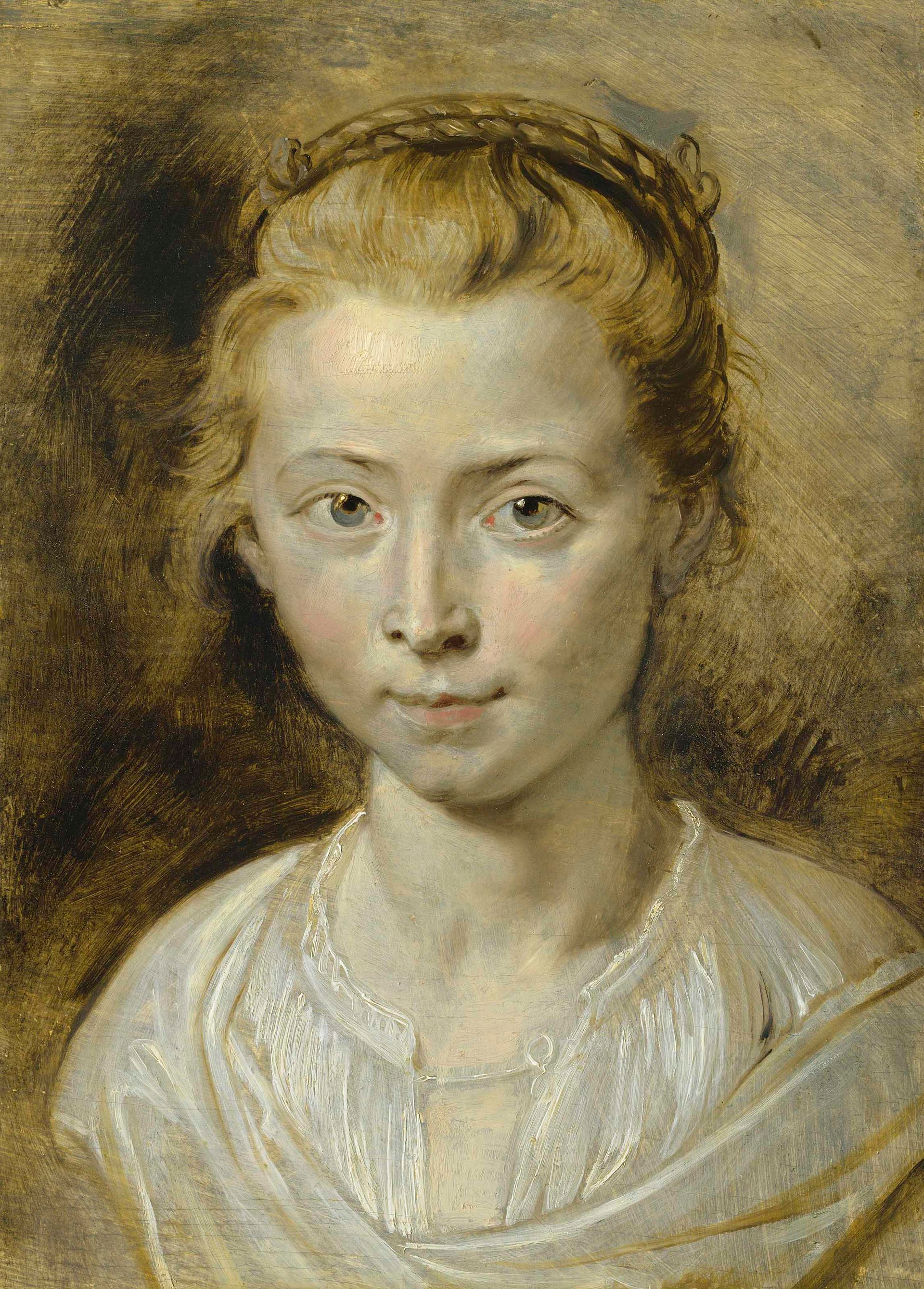
Peter Paul Rubens: Clara Serena Rubens

Es existieren zwei Gemälde, die Christine von Diez zugeschrieben wurden. Beide zeigen sie nicht.
Teilweise wurde angenommen, das Bild eines jungen Mädchens, auch Bestandteil der Ahnentafel im Hofhaus Langendernbach, sei Christine in jüngeren Jahren.
Tatsächlich stammt das Gemälde von Peter Paul Rubens, wie Ben van Beneden, der Direktor des Antwerpener Rubenshuis 2015 bekannt machte, und zeigt wahrscheinlich Rubens’ Tochter Clara Serena. Das Bild wurde wohl zwischen 1620 und 1623 angefertigt.

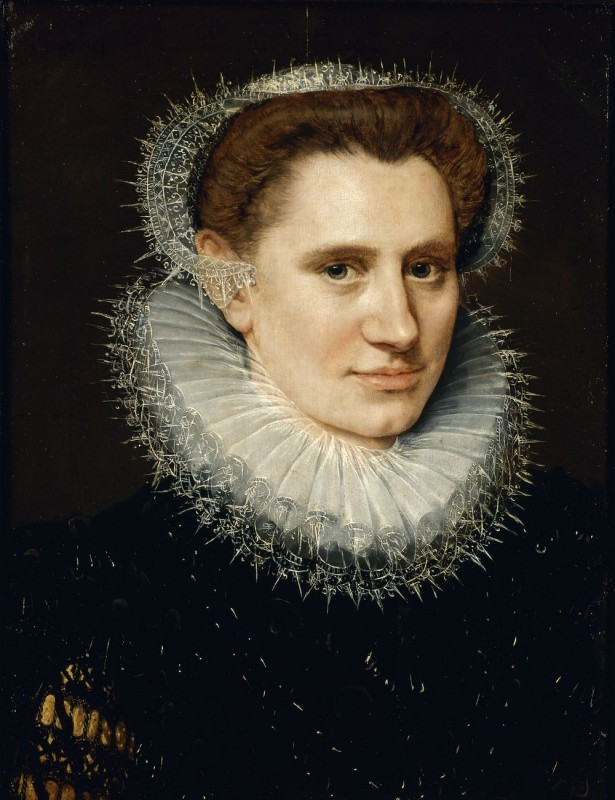
Adriaen Key: Porträt einer Frau

Maike Vogt-Lüerssen verbreitet auf ihrer Website klio.org und in ihrem Buch Anna von Sachsen ohne Quellenangaben die Behauptung, ein Gemälde des flämischen Meisters Adriaen Thomasz Key (1544–1590) mit dem Titel „Porträt einer Frau“ sei das Bild der Christine von Diez. Damit will Vogt-Lüerssen ihre These belegen, dass nicht Jan Rubens, sondern doch Wilhelm von Oranien der Vater sei, da sie eine Ähnlichkeit zwischen der Frau und Wilhelm entdeckt zu haben glaubt.
Es ist nicht möglich, dass das Bild Christine von Diez zeigt. Adriaen Key, der auch ein bekanntes Porträt von Wilhelm von Oranien malte, kam mit hoher Wahrscheinlichkeit nie nach Deutschland. Spätestens nach seiner Flucht als verfolgter Calvinist 1585 aus Antwerpen nach Schelde hatte er nicht mehr die Möglichkeit, die Niederlande zu verlassen. Zu diesem Zeitpunkt war Christine 14 Jahre alt. Als Key 1589 starb, war sie 18 Jahre, während das Bild wohl eine Frau zeigt, die älter ist. Auch die grundlegende Monographie Adriaen Thomasz. Key des belgischen Kunsthistorikers Koenraad Jonckheere vermerkt keinerlei Kenntnisse darüber, wer die unbekannte Frau war. Auffällig und „eine Ausnahme für die Porträts des Künstlers“ sei die „ungewöhnlich kostspielige Kleidung“.
Christines Pflegevater Johann VI., der wegen seiner finanziellen Probleme sämtliche Künstler von seinem Hof entlassen hatte, wird auch kaum einen gefeierten und entsprechend teuren Künstler aus den Niederlanden geholt haben, um den „Bastard“ Christine von Diez im Kloster Keppel aufwändig malen zu lassen. Die wertvolle Kleidung spricht ebenfalls dagegen.
Das Original befindet sich im Musée des Beaux-Arts in Rennes.

## Nachkommen
- Hans Heinrich († 1637) ⚭ Juliana Loysa von Burckhausen. Zwei Kinder: Catharina Elisabeth und Loysa Christina.
- Anna Elisabeth ⚭ 1637 Johann Philipp von Dettlingen zu Stotzheim.
- Catharina († um 1675) ⚭ 1635 in erster Ehe Arndt von Quernheim (1600–1638) ⚭ 1641 in zweiter Ehe Hugo Weirich zu Berstett († 1657).

Aus der ersten Ehe der Tochter Catharina mit Arndt von Quernheim sind bis heute Nachfahren nachweisbar.